# Just Dance 2020
Just Dance 2020 é um jogo de dança e música, pertencente a franquia Just Dance, desenvolvido pela Ubisoft Paris. Foi oficialmente revelado em 10 de junho de 2019, durante sua coletiva de imprensa E3 2019 e lançado em 5 de novembro de 2019 no Nintendo Switch, Wii, PlayStation 4, Xbox one e Google Stadia. 
É o décimo primeiro jogo da série e o primeiro jogo lançado para o Google Stadia assim como o primeiro jogo, desde o Just Dance 3 e Just Dance 4, a não estar disponível para Xbox 360 e Wii U, respectivamente. 
Contendo sucessos como "Taki Taki" de DJ Snake, "God Is A Woman" de Ariana Grande, The Time (Dirty Bit) de The Black Eyed Peas, Só Depois Do Carnaval de Lexa, High Hopes de Panic! at the Disco, Kill This Love de BlackPink, bad guy de Billie Eilish e muitos outros.

## Modo Jogo
Tal como nas entregas anteriores, o jogador tem de seguir o treinador do ecrã como se este fosse o seu reflexo num espelho. Dependendo do desempenho do jogador, a pontuação será marcada com "X", "OK", "GOOD", "SUPER", "PERFECT" e "YEAH" (no caso de Movimentos de Ouro). Após cinco estrelas você pode ganhar SUPERSTAR ou MEGASTAR. Nas versões de Nintendo Switch, Google Stadia, PlayStation 4 e Xbox One, você pode usar Just Dance Controller em um smartphone como um método alternativo de jogar, até 6 jogadores podem se conectar ao mesmo console.

## Lista de canções
As seguintes músicas confirmadas para incluir no jogo incluem:
| Música                                             | Artista                                                   | Ano  | Modo     | Dificuldade | Esforço  | Dançarino(s) |
| -------------------------------------------------- | --------------------------------------------------------- | ---- | -------- | ----------- | -------- | ------------ |
| "365"                                              | Zedd & Katy Perry                                         | 2019 | Solo     | Fácil       | Mínimo   | ♀            |
| "7 Rings" (JDU2019) (N)                            | Ariana Grande                                             | 2019 | Trio     | Normal      | Moderado | ♀/♀/♀        |
| "Always Look On The Bright Side Of Life" (*) (8th) | The Frankie Bostello Orchestra (Original de Monty Python) | 1979 | Quarteto | Fácil       | Mínimo   | ♂/♀/♂/       |
| "Baby Shark"                                       | Pinkfong                                                  | 2016 | Dueto    | Fácil       | Mínimo   | ♀/♂          |
| "Bad Boy"                                          | Riton & Kah-Lo                                            | 2018 | Dueto    | Fácil       | Moderado | ♀/♀          |
| "bad guy"                                          | Billie Eilish                                             | 2019 | Solo     | Fácil       | Mínimo   | ♀            |
| "Bangarang" (N)                                    | Skrillex feat. Sirah                                      | 2012 | Solo     | Normal      | Moderado | ♂            |
| "Bassa Sababa"                                     | Netta                                                     | 2019 | Solo     | Fácil       | Mínimo   | ♀            |
| "Con Altura"                                       | Rosalía feat. J Balvin & El Guincho                       | 2019 | Solo     | Normal      | Mínimo   | ♀            |
| "Con Calma"                                        | Daddy Yankee feat. Snow                                   | 2019 | Dueto    | Normal      | Mínimo   | ♂/♂          |
| "Everybody (Backstreet's Back)" (*)                | Millennium Alert (Original de Backstreet Boys)            | 1997 | Quarteto | Fácil       | Moderado | ♂/♂/♂/♂      |
| "Fancy"                                            | Twice                                                     | 2019 | Trio     | Normal      | Mínimo   | ♀/♀/♀        |
| "Fancy Footwork"                                   | Chromeo                                                   | 2007 | Solo     | Difícil     | Moderado | ♂            |
| "Fit But You Know It"                              | The Streets                                               | 2004 | Solo     | Fácil       | Intenso  | ♂            |
| "Get Busy" (C)                                     | Koyotie                                                   | 2019 | Dueto    | Normal      | Moderado | ♀/♀          |
| "God Is a Woman"                                   | Ariana Grande                                             | 2018 | Solo     | Fácil       | Mínimo   | ♀            |
| "High Hopes" (AS)                                  | Panic! at the Disco                                       | 2018 | Quarteto | Normal      | Moderado | ♂/♀/♂/♀      |
| "I Am the Best" (N)                                | 2NE1                                                      | 2011 | Trio     | Díficil     | Moderado | ♀/♀/♀        |
| "I Don't Care"                                     | Ed Sheeran feat. Justin Bieber                            | 2019 | Solo     | Fácil       | Moderado | ♂            |
| "I Like It"                                        | Cardi B, Bad Bunny & J Balvin                             | 2018 | Trio     | Normal      | Mínimo   | ♂/♀/♂        |
| "Infernal Galop (Can-Can)"                         | The Just Dance Orchestra (Original de Jacques Offenbach)  | 1858 | Dueto    | Normal      | Intenso  | ♀/♀          |
| "Just an Illusion"                                 | Equinox Stars (Original de Imagination)                   | 1982 | Dueto    | Normal      | Moderado | ♂/♂          |
| "Keep in Touch"                                    | JD McCrary                                                | 2019 | Solo     | Normal      | Mínimo   | ♂            |
| "Kill This Love"                                   | Blackpink                                                 | 2019 | Quarteto | Difícil     | Moderado | ♀/♀/♀/♀      |
| "Le Bal Masque" (*)                                | Dr. Creole (Original de La Compagnie Créole)              | 1984 | Quarteto | Fácil       | Moderado | ♂/♀/♂/♀      |
| "Ma Itù"                                           | Stella Mwangi                                             | 2019 | Solo     | Difícil     | Moderado | ♀            |
| "My New Swag"                                      | VAVA feat. Ty & Nina Wang                                 | 2017 | Solo     | Difícil     | Moderado | ♀            |
| "Old Town Road (Remix)"                            | Lil Nas X feat. Billy Ray Cyrus                           | 2019 | Solo     | Fácil       | Mínimo   | ♂            |
| "Policeman"                                        | Eva Simons feat. Konshens                                 | 2015 | Trio     | Normal      | Moderado | ♂/♀/♂        |
| "Rain Over Me"                                     | Pitbull feat. Marc Anthony                                | 2011 | Solo     | Fácil       | Mínimo   | ♀            |
| "Skibidi"                                          | Little Big                                                | 2018 | Dueto    | Fácil       | Intenso  | ♂/♀          |
| "Só Depois Do Carnaval" (N)                        | Lexa                                                      | 2019 | Solo     | Normal      | Intenso  | ♂/♀          |
| "Soy Yo"                                           | Bomba Estéreo                                             | 2015 | Solo     | Normal      | Moderado | ♀            |
| "Stop Movin'"                                      | Royal Republic                                            | 2019 | Trio     | Normal      | Moderado | ♂/♀/♂        |
| "Sushi"                                            | Merk & Kremont                                            | 2018 | Solo     | Fácil       | Moderado | ♂            |
| "Taki Taki"                                        | DJ Snake feat. Ozuna, Selena Gomez & Cardi B              | 2018 | Solo     | Normal      | Mínimo   | ♀            |
| "Talk"                                             | Khalid                                                    | 2019 | Solo     | Fácil       | Mínimo   | ♀            |
| "Tel Aviv"                                         | Omar Adam feat. Arisa                                     | 2013 | Trio     | Normal      | Moderado | ♂/♂/♂        |
| "The Time (Dirty Bit)"                             | The Black Eyed Peas                                       | 2010 | Quarteto | Normal      | Moderado | ♂/♀/♂/♀      |
| "Ugly Beauty"                                      | Jolin Tsai                                                | 2018 | Trio     | Fácil       | Mínimo   | ♀/♀/♀        |
| "Vodovorot"                                        | XS Project                                                | 2011 | Solo     | Difícil     | Intenso  | ♂            |
| "Into The Unknown" (*) (I) (8th)                   | Disney's Frozen 2                                         | 2019 | Solo     | Fácil       | Mínimo   |              |

- Um "(*)" indica que a música é um "cover" do original.
- Um "(AS)" indica que a música está desbloqueada depois de completar os 10 planetas do modo All-Stars.
- Um "(C)" indica que a música é desbloqueada com um código.
- Um "(N)" indica que a música foi lançada como demo em "Just Dance Now" antes do seu lançamento oficial.
- Um "(JDU2019)" indica que a música apareceu no Just Dance Unlimited do Just Dance 2019 por um tempo limitado.
- Um "(8th)" indica que a música está disponível apenas nos consoles de oitava geração (Xbox One e Playstation 4) e Nintendo Switch.
- Um "(I)" indica que a música necessita de uma conexão com internet para ser jogada.

## Just Dance Unlimited
| Música                  | Artista                       | Ano  | Data de Lançamento                                                    |
| ----------------------- | ----------------------------- | ---- | --------------------------------------------------------------------- |
| "Djadja"                | Aya Nakamura                  | 2018 | 5 de novembro de 2019 (França) 9 de dezembro de 2019 (Mundialmente)   |
| "10.000 Luchtballonnen" | K3                            | 2015 | 5 de novembro de 2019 (Holanda) 23 de dezembro de 2019 (Mundialmente) |
| "Spinning"              | Monatik                       | 2016 | 5 de novembro de 2019 (Rússia) 23 de dezembro de 2019 (Mundialmente)  |
| "Panini"                | Lil Nas X                     | 2019 | 19 de dezembro de 2019                                                |
| "Sucker"                | Jonas Brothers                | 2019 | 16 de janeiro de 2020                                                 |
| "Don't Call Me Up"      | Mabel                         | 2019 | 23 de janeiro de 2020                                                 |
| "1999"                  | Charli XCX ft. Troye Sivan    | 2018 | 30 de janeiro de 2020                                                 |
| "Woman Like Me"         | Little Mix ft. Nicki Minaj    | 2018 | 14 de maio de 2020                                                    |
| "X"                     | Nicky Jam & J Balvin          | 2018 | 20 de maio de 2020                                                    |
| "Boys" (Alternate)      | Lizzo                         | 2018 | 28 de maio de 2020                                                    |
| "Hype"                  | Dizzee Rascal & Calvin Harris | 2016 | 23 de julio de 2020                                                   |
| "La Respuesta"          | Becky G & Maluma              | 2019 | 30 de julio de 2020                                                   |
| "Crayon"                | G-Dragon                      | 2012 | 6 de agosto de 2020                                                   |
| "White Noise"           | Disclosure & AlunaGeorge      | 2013 | 13 de agosto de 2020                                                  |